# Blanche Peyron
Blanche Peyron ( Lyon, 8 de marzo de 1867,  París,  21 de mayo de 1933 ), fue oficial del Ejército de Salvación . Es conocida principalmente por fundar el Palais de la Femme, un albergue social para mujeres en París.

## Biografía
Blanche Roussel nació el 8 de marzo de 1867 en Lyon, en el número 7 de la place du Consulat (actual place d'Helvétie), en la orilla izquierda del Ródano. Sus padres fueron Napoléon Roussel, pastor de la Iglesia Libre de Lyon y originario de esa ciudad y Mary Stuart, una escocesa descendiente de una familia noble, los Stuarts of Annat. El padre de Blanche murió el 8 de junio de 1878, cuando ella solo tenía 11.
Su compromiso comienza en Glasgow, donde conoce a "la mariscala", Catherine Booth-Clibborn . Siendo una joven socialité de 17 años, Blanche lo dejó todo para unirse al Ejército de Salvación, con el objetivo de ayudar a los más necesitados, independientemente de su fe. En 1891, se casa con Albin Peyron  y se compromete junto a él en la lucha para apoyar a los desfavorecidos

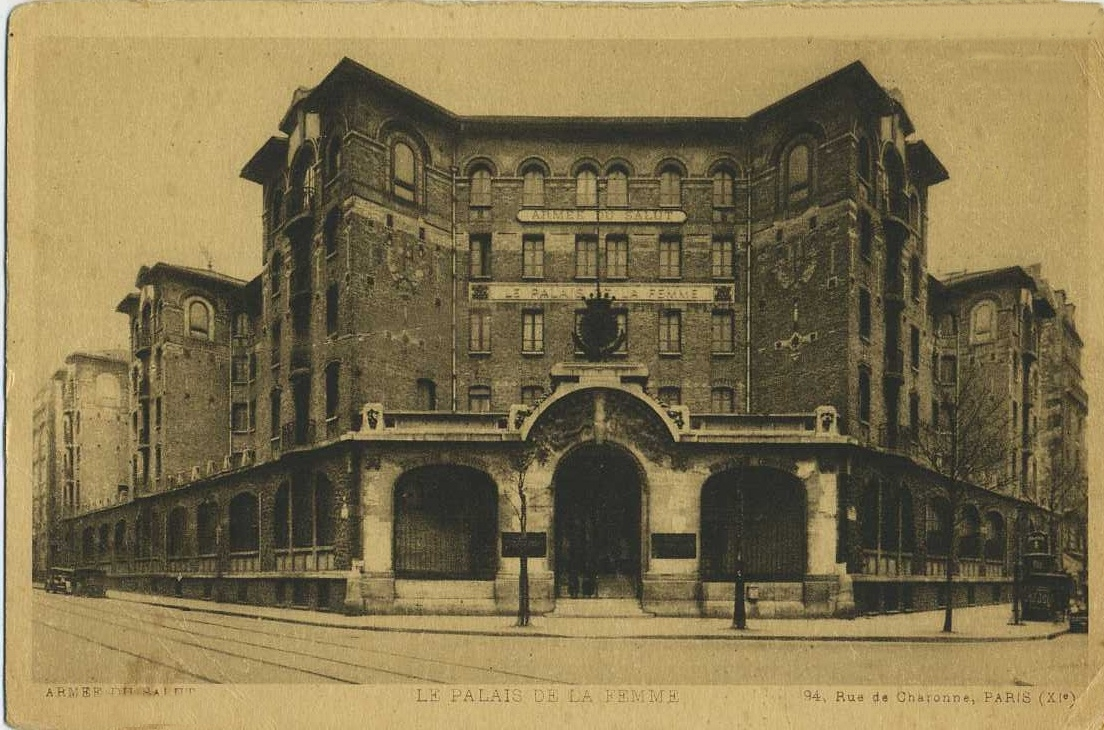
El Palacio de las Mujeres en la década de 1920.

Posteriormente, Blanche Peyron adquire el estatus de capitana en el Ejército de Salvación
En 1925, Blanche reúne los fondos necesarios para comprar un gran hotel en París, rue de Charonne, con el fin de albergar a mujeres en situación de precariedad. El lugar es posteriormente renombrado Palais de la Femme y abre sus puertas en 1926.
Fue nombrada Caballero de la Legión de Honor el 16 de enero de 1931.
Fallece en París el 21 de mayo de 1933, y es sepultada en el castillo de Saint-Georges-les-Bains.

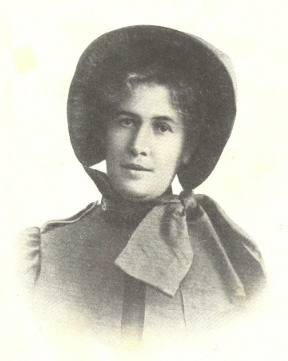
Blanche Peyron alrededor de 1915.

## Homenajes y posteridad
En 1933, un establecimiento social del Ejército de Salvación en Nîmes recibe el nombre de Villa Blanche-Peyron en su honor.
En Nimes, hay una calle que rinde homenaje a Blanche y a su esposo. Esta calle lleva el nombre de "Rue Albin-et-Blanche-Peyron".
Una avenida lleva su nombre en Haillan.
La novelista Lætitia Colombani le dedica un gran retrato en su novela Las vencedoras, publicada en mayo de 2019.